# NGC 877
NGC 877 é uma galáxia espiral barrada (SBbc) localizada na direcção da constelação de Aries. Possui uma declinação de +14° 32' 38" e uma ascensão recta de 2 horas, 17 minutos e 59,7 segundos.
A galáxia NGC 877 foi descoberta em 14 de Outubro de 1784 por William Herschel.